# Hymenodora
Hymenodora là một chi tôm gồm bốn loài, chúng nó chung có phạm vi phân bố quanh cực nam.
- Hymenodora acanthitelsonis Wasmer, 1972
- Hymenodora frontalis Rathbun, 1902
- Hymenodora glacialis (Buchholz, 1874)
- Hymenodora gracilis Smith, 1886